# Аловатов, Чоршанбе
Чоршанбе Аловатов (род. 7 февраля 1998, Шугнанский район, Горно-Бадахшанская автономная область) — таджикский певец, победитель конкурса Central Asia’s Got Talent (2019).

## Биография
Чоршанбе Аловатов родился 7 февраля 1998 года в семье музыкантов и певцов в Шугнанском районе ГБАО. В 2005 году он пошел в среднюю школу № 9 города Хорог имени Алиназара Акризобекова и продолжил обучение в этой школе до 2008 года, одновременно обучаясь в музыкальной школе имени Курбана Ноёбшоева города Хорог. С сентября 2009 года продолжил обучение в средней школе № 2 города Хорог. Чоршанбе Аловатов приехал в Душанбе в ноябре 2010 года и с 2010 по 2014 год учился в школе № 72 Фирдавсиского района Душанбе.
Поскольку Чоршанбе Аловатов очень интересовался музыкой, после окончания 9 класса в 2014 году он поступил в Душанбинское художественное училище и окончил его в 2018 году по специальности пение.
После окончания колледжа он поступил в Государственный институт культуры и искусств Таджикистана, а в 2021 году окончил факультет туризма и гостеприимства этого университета.

## Трудовая деятельность
С 2018 года работает певцом в Государственном симфоническом оркестре Таджикистана. Он принимал участие в большинстве государственных культурных мероприятий, творческих поездках за пределы Таджикистана, в том числе в Днях культуры Республики Таджикистан в Узбекистане, Туркменистане, Беларуси и России, представлял национальную культуру Таджикистана.

## Дискография
- 2019 — Табиби мохир (кавер песни Аруна Афшара)
- 2020 — Масти ту хастам (слова и музыка Самандар Пулодова)
- 2020 — Гул дона-дона (народная песня)
- 2020 — Танхо дар ёд — (совместно с Мадиной Акназаровой, слова и музыка группы Парем)
- 2021 — Дилбар (слова и музыка Чоршанбе Аловатова)
- 2021 — Попури (стихи Саади и народная музыка)
- 2021 — Медони ё не (слова и музыка Толибшо Саодаткадамова)
- 2021 — Меёби маро (слова и музыка Чоршанбе Аловатова)
- 2023 — То само (слова и музыка Чоршанбе Аловатова)
- 2023 — Аз кучои (слова и музыка Чоршанбе Аловатова)
- 2023 — Афсона шав (стихи Джалаладдин Руми и музыка Самандара Пулодова)

## Награды
- 2011 — диплом первого места конкурса «Золотой голос», в жанре «Фалак»;
- 2014 — дипломант конкурса Фестиваля молодых талантов г. Душанбе «Цветение столицы» (тадж. Шукуфаҳои пойтахт);
- 2017 — диплом первого места конкурса «Парвин» в секции пения[5];
- 2019 — диплом первого места конкурса «Bob Music Awards 2019» за «Лучший голос»;
- 2019 — дипломант конкурса «Таджикистан — Родина любимая моя» (тадж. Тоҷикистон, Ватани азизи ман);
- 2019 — обладатель главного приза конкурса «Central Asia’s Got Talent» и 10 миллионов казахстанских тенге среди 4-х стран Центральной Азии[1][2][7];
- 2021 — победитель премии ТОП-50.